# Alfonso de Valdés
Alfonso de Valdés (Cuenca, 1490 circa – Vienna, ottobre 1532) è stato un teologo e scrittore spagnolo.
Era segretario della cancelleria di Carlo V, collaboratore del gran cancelliere Mercurino Arborio di Gattinara, ma oggi è più noto come fratello del riformatore Juan de Valdés.

## Biografia
Si era formato, come il fratello, all'Università di Alcalá de Henares, roccaforte dell'erasmismo, sicuramente dopo il 1528. Qui Alfonso assimilò le idee di Erasmo e ne divenne uno dei maggiori rappresentanti tanto da essere definito scherzosamente erasmicior Erasmi. A partire dal 1526 fu segretario e latinista ufficiale di Carlo V; mantenne una corrispondenza con Erasmo per tutta la vita difendendo sempre la sua dottrina anche nei momenti più conflittuali, suscitando interesse nell'imperatore che appoggiò il suo impegno.
Quando passò al servizio di Carlo V fu tra coloro che divulgarono presso la corte dell'imperatore le idee erasmiane, tanto che questi fu costretto a proteggerlo contro le reazioni del papato e dell'Inquisizione. I suoi dialoghi (Diálogo de las cosas ocurridas en Roma e Diálogo de Mercurio y Carón) riportano, insieme alla difesa della politica di Carlo V, le principali idee di Erasmo sulla riforma dei costumi della società cristiana. Il primo in particolare, in cui Valdés attribuisce al Pontefice la responsabilità del sacco di Roma, gli attirò la critica spietata di molti intellettuali cattolici. Baldassarre Castiglione, allora nunzio apostolico in Spagna, si adoperò «per sopprimere ad ogni costo il "libello infamatorio" di Valdés.»